# Joxan Artze

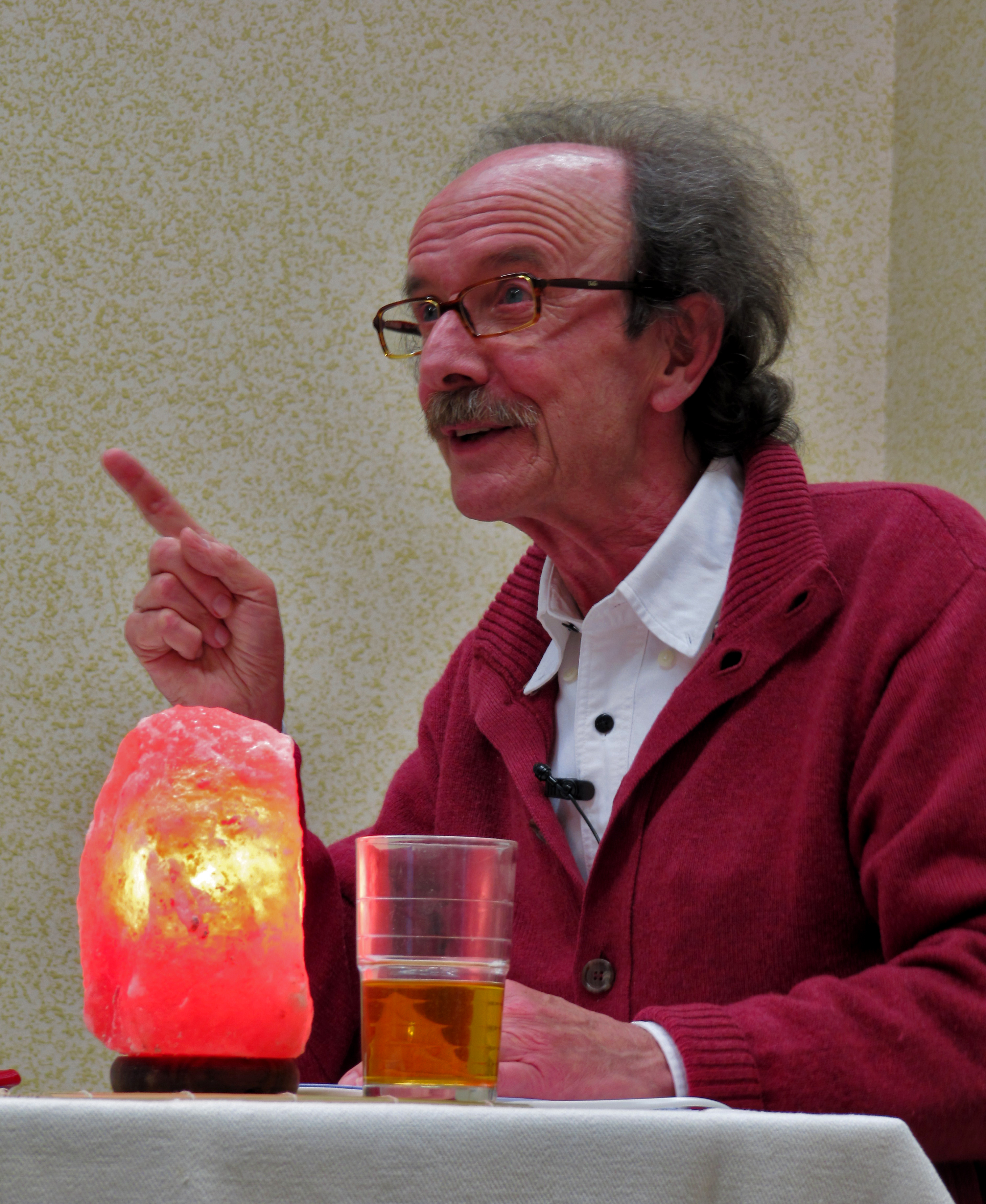
Joxan Artze

Joxan Artze Agirre (6. April 1939 in Usurbil, Gipuzkoa – 12. Januar 2018 ebenda) war ein baskischer Schriftsteller und Spieler der Txalaparta (traditionelles baskisches Musikinstrument), einer der Brüder Artze und einer der Gründer der avantgardistischen baskischen Künstlergruppe Ez Dok Amairu.
Manchmal trat er auch unter den Namen Joxean Artze, JosAnton oder Joxe Anton oder unter den Pseudonymen Hartzut und Hartzabal auf.

## Leben
Nach seinem Schulabschluss zog Artze nach England um, wo er einige Jahre verbrachte.
Nach seiner Rückkehr arbeitete er einige Zeit als Fleischer. 1966 war er einer der Gründer der Gruppe Ez Dok Amairu innerhalb der Bewegung Euskal Kantagintza Berria (das „neue baskische Lied“), zusammen mit zentralen baskischen Künstlern wie Mikel Laboa, Xabier Lete, Benito Lertxundi, Lourdes Iriondo und vielen anderen. Mit seinem Bruder Jesus Mari spielte er die Txalaparta.
Zusammen mit mehreren Mitgliedern von Ez Dok Amairu schuf er 1969 die künstlerische Performance Baga, Biga, Higa… sentikaria. Mit dem klaren Ziel, die baskische Kultur wiederzubeleben und zu erneuern, hat dieses Werk die ursprünglichen Ziele der Bewegung Euskal Kantagintza Berria erweitern können. Diese Performance war der Anstoß zu dem Lied Baga, biga, higa, das später von Mikel Laboa aufgenommen wurde. Der Titel Baga, Biga, Higa… sentikaria stützt sich auf ein magisches Gedicht, das der Schriftsteller und Priester Manuel Lekuona in seinem Buch Literatura Oral Vasca überliefert, genau wie das Lied von Mikel Laboa. Der explosive und rebellische Inhalt ihrer Musik machte die Gruppe sehr bekannt. Sie traten u. a. in Barcelona, Paris, Löwen, Saragossa, Madrid und der Bretagne auf. Mit ihrer Show, die Lieder, Gedichte, Tanz und Theater zu den Klängen der Txalaparta kombinierte, gelang der avantgardistischen baskischen Kulturbewegung, ihr kollektives Gefühl deutlich zu machen. Die Uraufführung fand in Portugalete statt, die letzte Aufführung war 1971, aufgenommen von dem Regisseur Fernando Larrukert und dem Fußballspieler Jose Luis Zabala. Obwohl alle Mitglieder der Bewegung an den Vorbereitungen der Show mitgewirkt hatten, war die Arbeit von Joxan Artze als künstlicher Leiter und bei der Inszenierung und Gestaltung besonders bemerkenswert.
Er führte später auch bei anderen audiovisuellen Veranstaltungen Regie. 1974, kurz nach der Auflösung von Ez Dok Amairu, schuf er zusammen mit anderen ehemaligen Mitgliedern dieser Gruppe, seinem Bruder Jesus Mari und Mikel Laboa das Werk Ikimilikiliklik, in dem sie Musik, Tanz und Poesie kombinierten. 1976 wurde Ikimilikiliklik auf der Biennale di Venezia präsentiert. Er organisierte mit Luis de Pablo das Konzert Zurezko Olerkia (wörtliche Übersetzung: „Holzgedicht“).
1977 komponierte der Musiker Agustin Gonzalez Azilu eine Kantate nach dem Gedicht Arrano beltza, von J. A. Artze.
Er schrieb Texte für einige der bekanntesten Lieder von Mikel Laboa, z. B. Txoria Txori, Gure Bazterrak, Ama hil zaigu und Zaude lasai.

## Werk
Die Produktion von Artze ist in zwei Perioden unterteilt. Artze selbst beschrieb, dass er in der ersten Periode eine Perspektive von außen nach innen hatte (damals, also von 1969 bis 1979, benutzte er das Pseudonym Harzabal). Nach einer geistigen Wandlung fing eine zweite Periode an, in der er beim Schreiben eine Perspektive von innen nach außen einnahm (nun benutzte er das Pseudonym Hartzut). Der junge Artze der ersten Periode spiegelt in seinem Werk die ihn umgebende Realität und seine Beziehung zu Zeit und Ort.

### Gedichte
- Isturitzetik Tolosan barru (1969, Selbstverlag)
- Laino guztien azpitik, in Zusammenarbeit mit Jose Luis Zumeta (1973, Selbstverlag)
- Eta sasi guztien gainetik, in Zusammenarbeit mit Jose Luis Zumeta (1973, Selbstverlag)
- Bide bazterrean hi eta ni kantari (1979, Selbstverlag)
- Ortzia lorez, lurra izarrez (1987, Elkar)
- Gizon handia da mundua, eta mundu ttikia gizona (1988, Elkar)
- Mundua gizonarentzat eginda da, baina ez gizona munduarentzat (1998, Zubi-Zurubi)
- 1999–2017: Beiträge in sämtlichen lyrischen Jahrbüchern Hatsaren Poesia des jeweiligen Jahres. Hatsa Elkartea, Senpere
- XX. mendeko poesia kaierak - J.A. Artze (2000, Susa), herausgegeben von Koldo Izagirre
- Oihana auhenka (2001, Jazzle): Sammelausgabe
- Bizitzaren atea dukegu heriotza (2013, Elkar)
- Heriotzaren ataria dugu bizitza (2013, Elkar)
- Txalaparta. Tradizioaren abaroan (2020, Elkar)

### Bühnenshows
- Baga, biga, higa... sentikaria
- Ikimikilklik
- Hitzez eta hotsez
- Gizon haundia da mundua, eta mundu ttikia gizona (1983)
- Mundua gizonarentzat egina da, baina ez gizona munduarentzat (1994)
- Goñiko zalduna (1994, mit Jean Schwarz, Beñat Axiari und Jesus Artze)
- Harria (mit Mixel Etxekopar, Beñat Achiary, Iñaki Perurena und Inazio Perurena)
- Oihana auhenka (1999, mit Beñat Axiari, Mixel Etxekopar, Jose Bikondoa, Alfonso Gorosterazu und Jesus Artze)

### Schallplatten (als Musiker, Komponist oder Sänger)
- ARZA ANAIAK: Txalaparta (1968, Herri Gogoa-Edigsa)
- HARZABAL: Harzabal (1968, Columbia)
- ARZA ANAIAK: Txalaparta ‘75 iraila (1975, Cramps records)
- AREA International POPular group: Maledetti (maudits) (1976, Cramps records)
- A. GONZALEZ ACILU: Arrano beltza (1977, Movieplay)
- ASKOREN ARTEAN: Bai Euskarari jaialdia (1978)
- J.A. ARTZE HARTZABAL: Amodiozko baratzetan (1980)
- J.A. ARTZE HARTZABAL: Lizardi (1980)
- J.A. ARTZE HARTZABAL: Pedro Maria Otaño (1980)
- J.A. ARTZE: Gizon haundia da mundua, eta mundu ttikia gizona (1988, Elkar)
- BEÑAT ACHIARY: Arranoa (1988, Ocora-Radio France)
- AREA International POPular group: Maledetti (maudits) (1994, Cramps records)
- J.A. ARTZE: Gizon haundia da mundua, eta mundu ttikia gizona (1995, Elkar)
- ASKOREN ARTEAN: Belarritik Bihotzera: pasarte aukeratuak. (1996, Bibli Elkarte Batuak)
- JOSANTON ARTZE: Mundua gizonarentzat egina da, baina ez gizona munduarentzat (1998, Eneixe)
- MADDI OIHENART: Lürralde zilarra (1998, Agorila)
- JEAN SCHWARZ: Goñi'ko Zalduna / Itzala (1998, Celia records)
- JEAN SCHWARZ: Dilin dalan (2000, Celia records)
- AREA International POPular group: Maledetti (maudits) (2000, Akarma)
- ARTZE, AXIARI, ETXEKOPAR, LÊ QUAN, LE PIEZ, BIKONDOA, ARTZE, GOROSTERAZU, BARBOFF: Oihana Ahuenka (2001, Jazzle)
- OIHENART, AROTZE, ETXEKOPAR, VISSLER: Arbaila (2002, Kultulan diskak)
- BITORIANO GANDIAGA: Elorri loratua (2003, Keinu)
- LUIS DE PABLO: Zurezko olerkia (2003, Iberautor Promociones Culturales)
- ASKOREN ARTEAN: Oteiza Jorgeri (2004, Pamiela)
- ASKOREN ARTEAN: Pais Basque kantuketan (2003, Ocora-Radio France)
- AXIARI, LOPEZ, EZKURRA: Avril (2007, Langon)
- HARZABAL: Harzabal (2007, Pamiela phonogauzak)
- ARZA ANAIAK: Txalaparta ‘75 iraila (2007, Strange days records)
- AREA International POPular group: Maledetti (maudits) (2007, Strange days records)
- JUAN MARI BELTRAN: Txalaparta (2009, NO-CD records)
- AREA International POPular group: Maledetti (maudits) (2014, Cramps records - Sony Music)

## Preise und Würdigungen
- 2016: Aldi baterako - Ikimilikiliklik, JA Artzeren unibertsoa, Multimedia-Ausstellung. Sie befand sich 9 Monate lang im Museum San Telmo, in Donostia-San Sebastian.
- 2019 Joxan Artze Ikerketa Saria (Forschungspreis), Stipendium für die Fertigstellung einer Doktorarbeit.
- Graffiti in Pasai San Pedro: Ohore Joxan Artze eta Mikel Laboari. Proisa Graffiti
- Graffiti auf den Wandbildern KGD. Joxan Artze gogoan. Kartzeletako motxiladun umeak gogoan (Ehrung an Joxan Artze und die Kinder politischer Gefangener)
- Graffiti von Gruppe Gure artea gure artean in Lesaka: Gure bazterrak poema

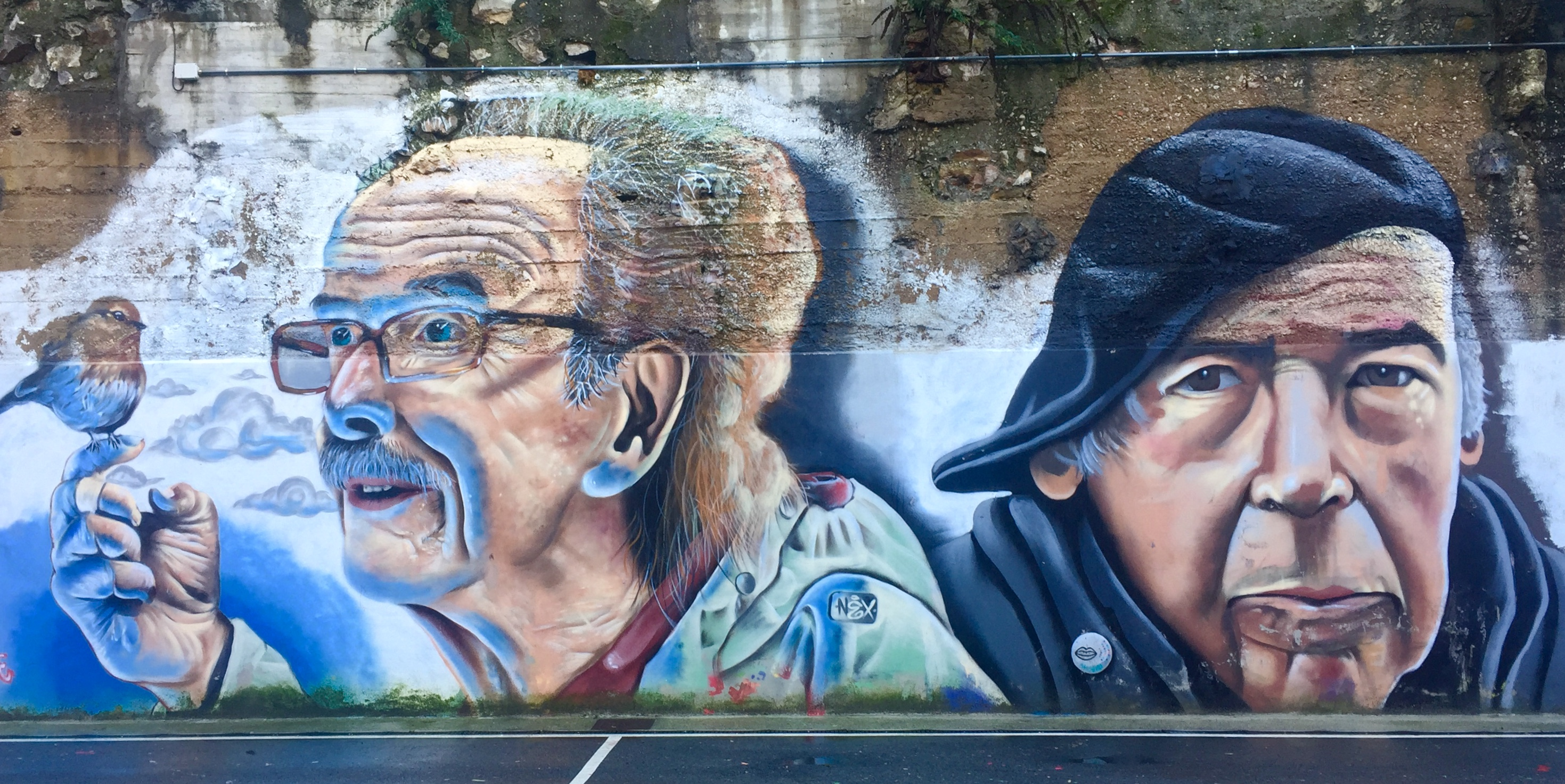
Graffiti zum Gedenken an Joxan Artze und Mikel Laboa in Pasaia